# Simmonds Aerocessories OQ-11
El Simmonds Aerocessories OQ-11 fue un blanco aéreo no tripulado estadounidense, fabricado por Simmonds Aerocessories en los años 40 del siglo XX.

## Diseño y desarrollo
La empresa Simmonds Aerocessories, fundada por Sir Oliver Edwin Simmonds, era de origen británico y tenía negocios en Europa, Canadá, Estados Unidos y Australia. Dedicada a la fabricación de controles de aviones y medidores de combustible, presentó un blanco aéreo no tripulado a las Fuerzas Aéreas del Ejército de los Estados Unidos (USAAF), que lo designaron OQ-11.
De diseño convencional, disponía de un único motor Herkimer de 5 kW (7 hp) que le permitía alcanzar los 100 kmn/h.
El OQ-11 no pasó de la etapa de prototipo.

## Operadores
Estados Unidos
- Fuerzas Aéreas del Ejército de los Estados Unidos

## Especificaciones

### Características generales
- Tripulación: Ninguno
- Longitud: 2,7 m (8,9 ft)
- Envergadura: 3,6 m (11,8 ft)
- Planta motriz: 1× motor de dos cilindros refrigerado por aire Herkimer.
  - Potencia: 5 kW (7 HP; 7 CV)

### Rendimiento
- Velocidad máxima operativa (Vno): 100 km/h (62 MPH; 54 kt)
- Alcance: 1 h

## Aeronaves relacionadas

### Secuencias de designación
- Secuencia OQ-_ (Blancos aéreos no tripulados (subescalados) de las USAAF, 1942-1948): ←  OQ-5 - OQ-6 - OQ-7 - OQ-11 - OQ-12 - OQ-13 - OQ-14 →